# Orcein
| Orcein |            |
| Kémiai azonosítók                                                                                               |            |
| EINECS-szám | 215-750-6  |
| ChEBI | 90299      |
| UNII | 655WAW52F4 |
| Ha másként nem jelöljük, az adatok az anyag standardállapotára (100 kPa) és 25 °C-os hőmérsékletre vonatkoznak. |            |

Az orcein (más néven archil, orchil, lakmusz, litmus, Citrus Red 2, és C.I. Natural Red 28) egy adalékanyag-csoport, melyet a Föld különböző területeiről származó zuzmófajtákból állítanak elő. Az ipari orcein vagy por, vagy massza formájában kapható. Savas pH esetén piros, míg lúgos kémhatásnál kék színű.
Az orceint élelmiszer-adalékanyagként is használják (E121). CAS-száma: 1400-62-0. Képlete C28H24N2O7. Sötétbarna kristályokat alkot.
Kötőszövetek tanulmányozásakor az elasztikus rostok megfestésére is használják.

## Szerkezeti képletek

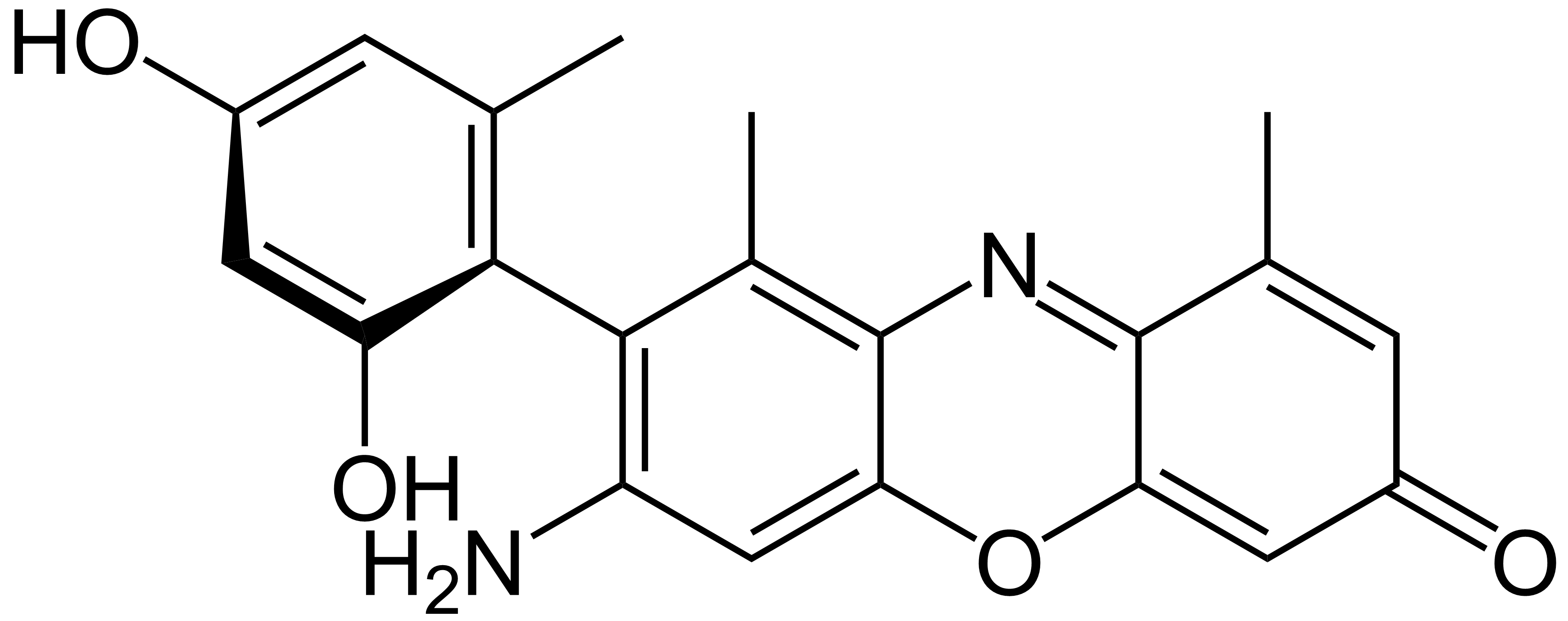
α-amino-orcein
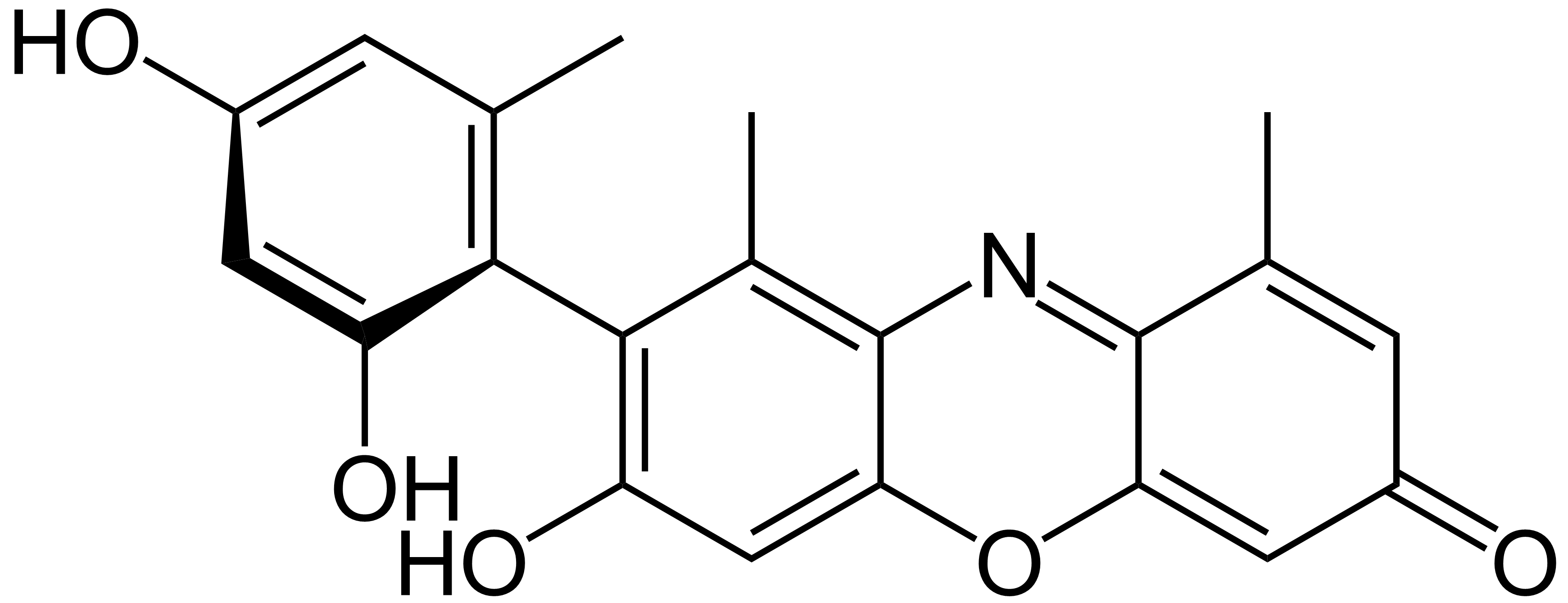
α-hidroxi-orcein
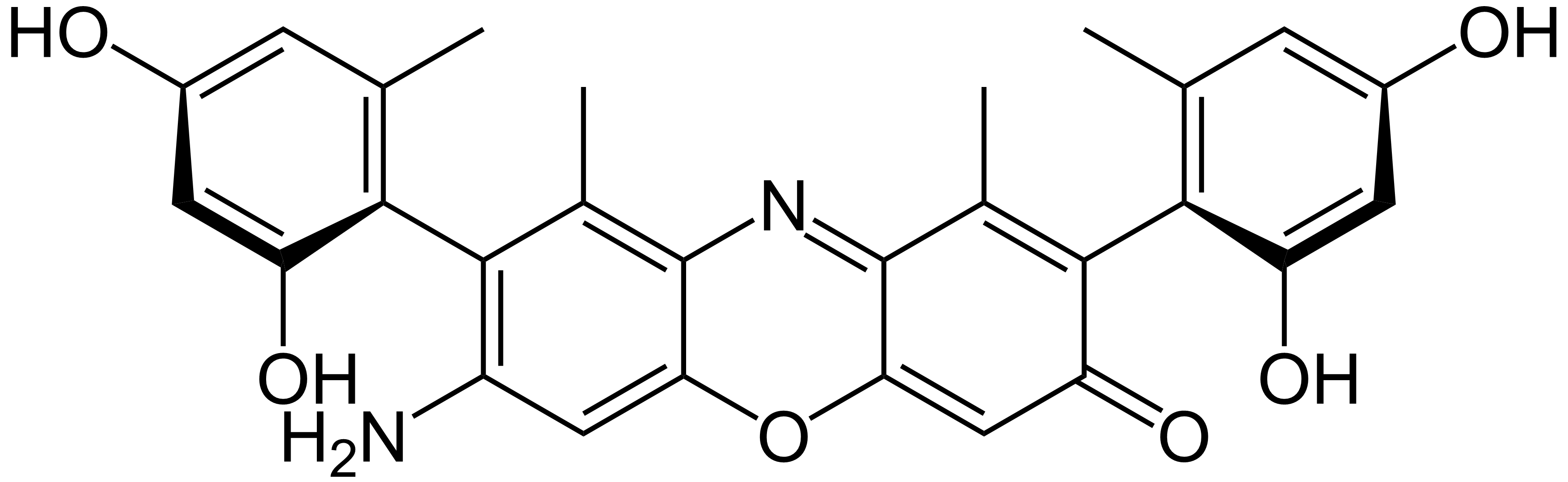
β-amino-orcein
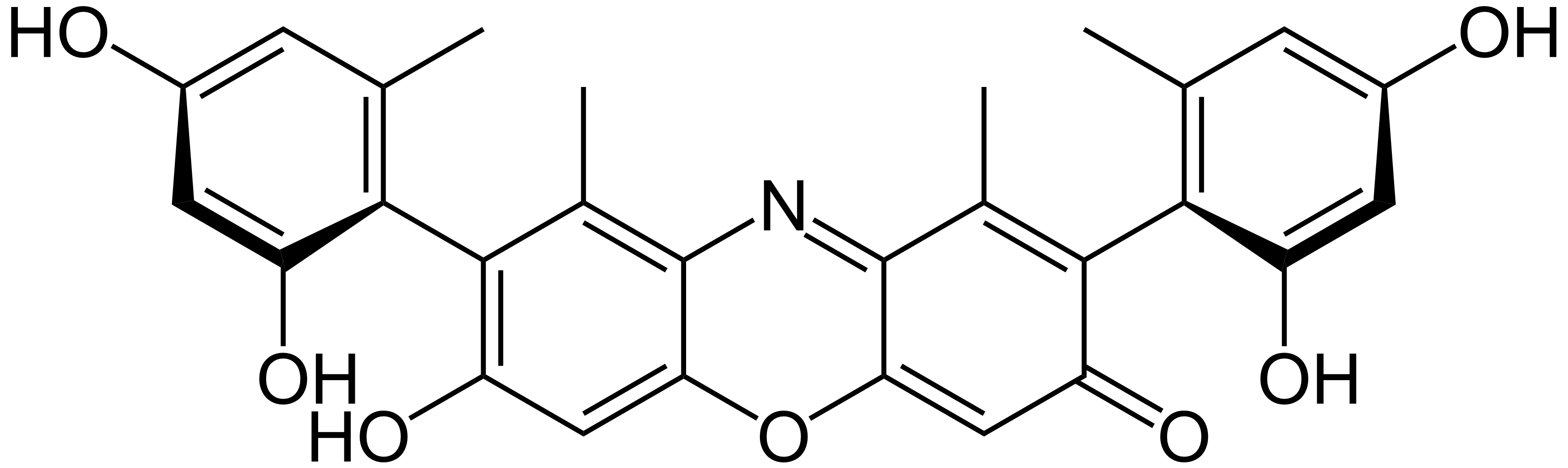
β-hidroxi-orcein
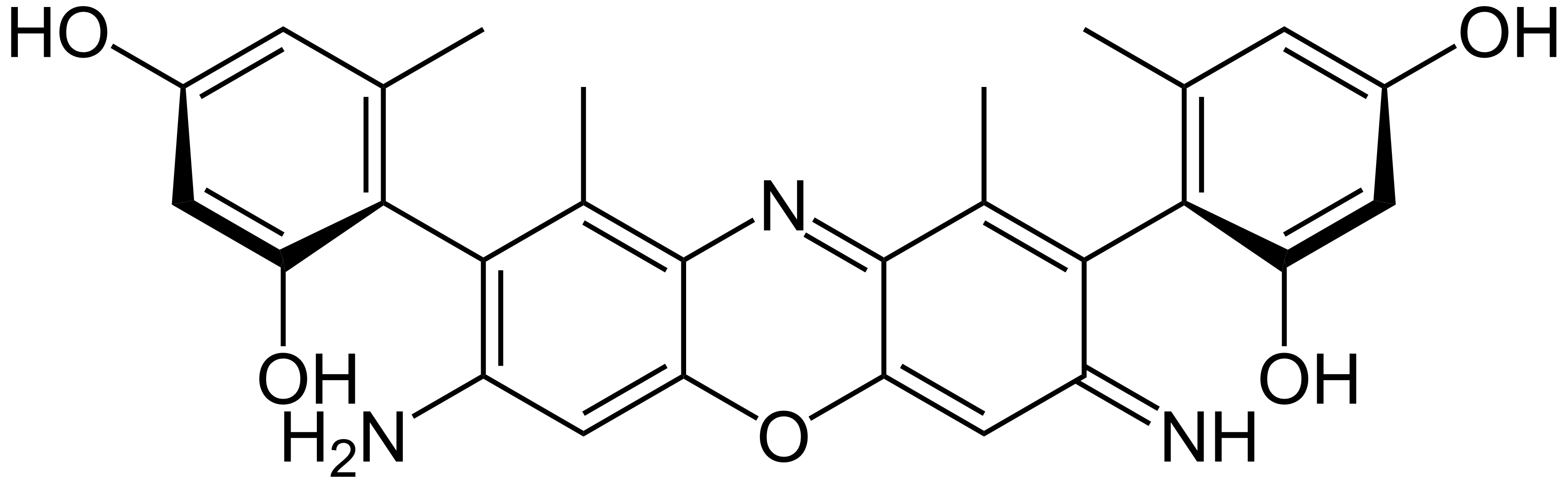
β-amino-orceinimin
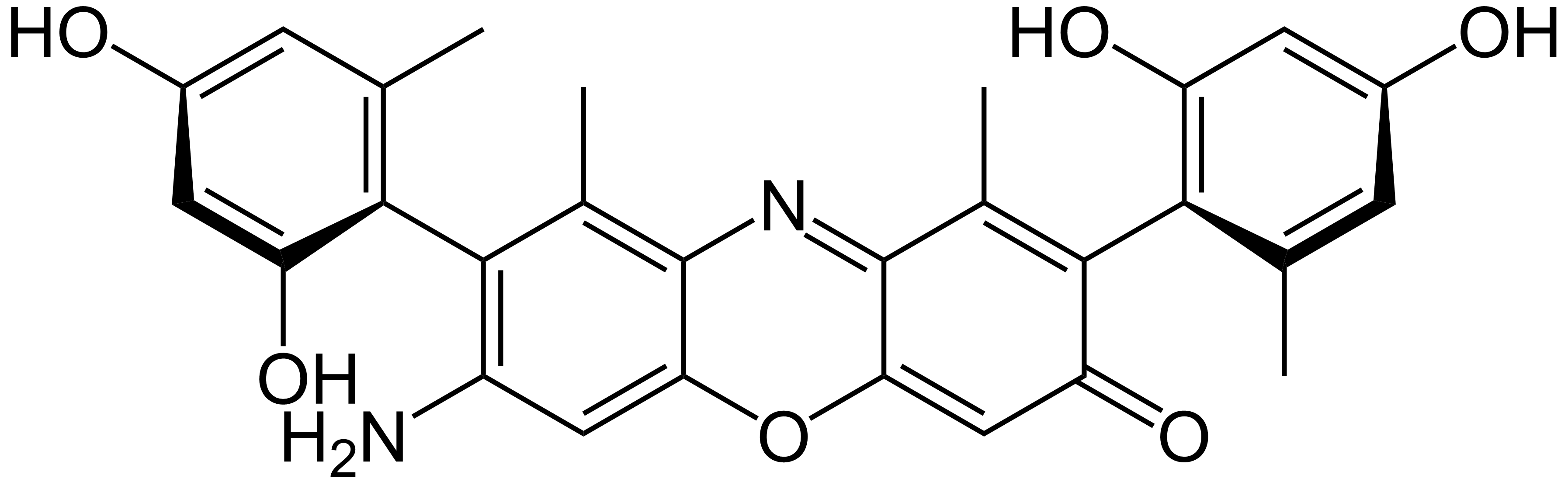
γ-amino-orcein
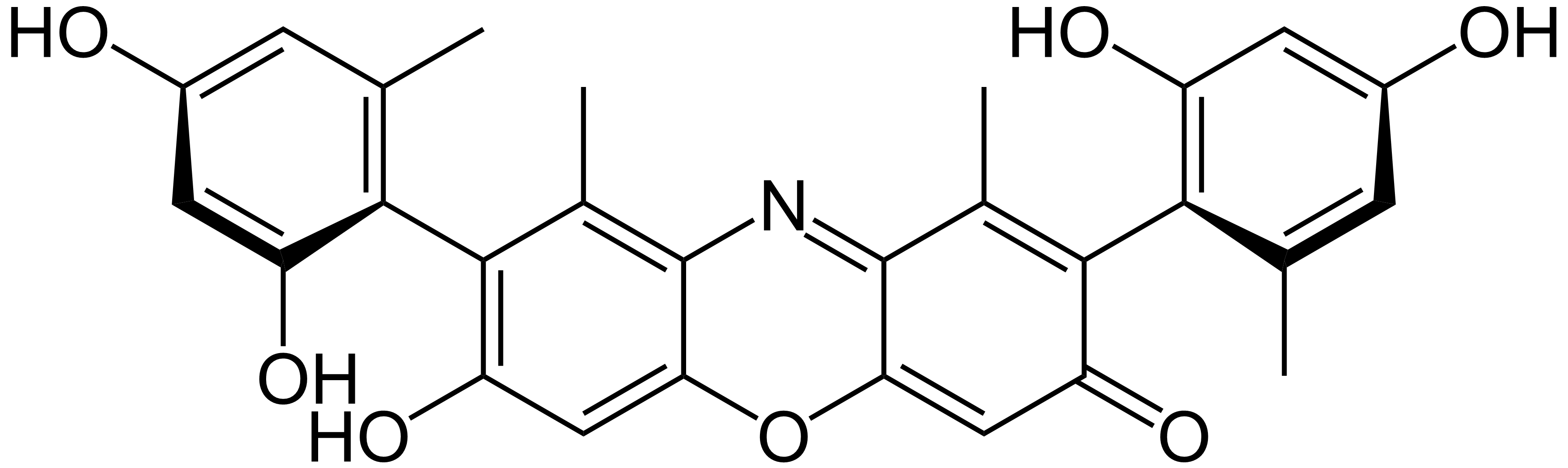
γ-hidroxi-orcein
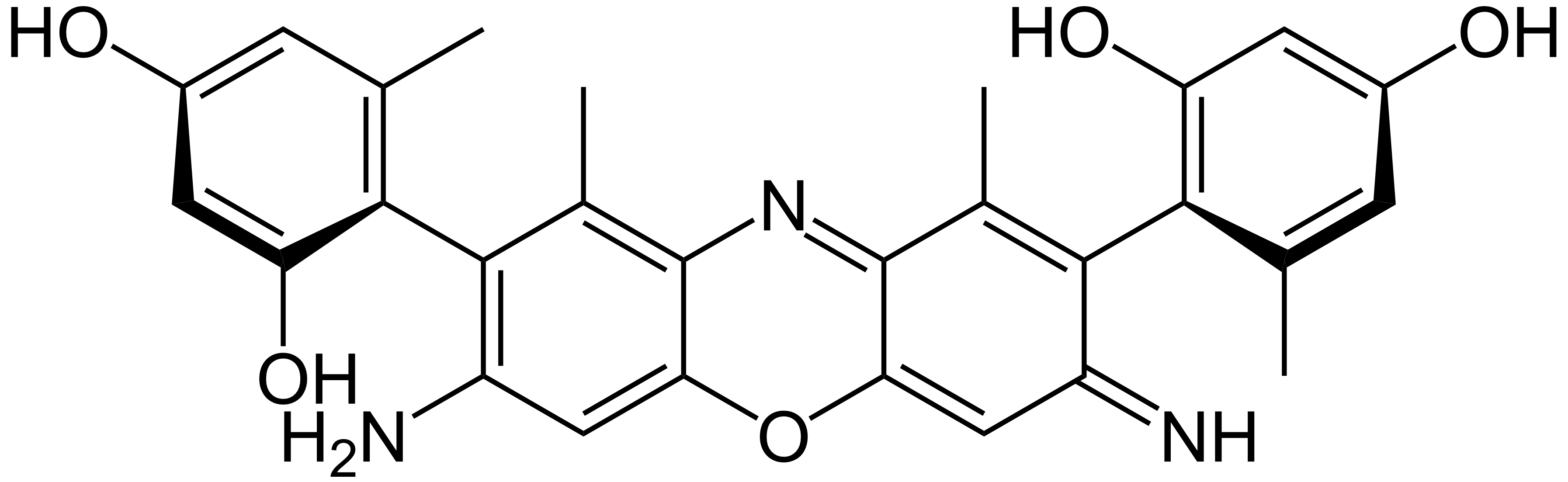
γ-amino-orceinimin